# Lundin Energy
Lundin Energy (tidigare Lundin Petroleum och Lundin Oil, från 1 juli 2022 Orrön Energy AB ) är ett svenskt prospekterande och producerande oljeföretag grundat av Adolf Lundin. Bolaget har numera huvudsakligen verksamhet i Norden. Dessförinnan var affärsidéen under många år att utvinna olja i diktaturer och krigshärdar, platser som många företag undvek. Oljebolaget har fått stort utrymme i media då Lundinrättegången är Sveriges största rättegång genom tiderna. Ian lundin står, tillsammans med den före detta verkställande direktören, åtalade för brott mot mänskligheten, mot sitt nekande.
Oljebolagets närvaro i Sudan uppmärksammades av Sveriges television år 2001. I reportaget omges Ian Lundin av barnsoldater.
Bolaget är noterat på Stockholmsbörsens Large Cap-lista. Huvudkontoret är beläget på Hovslagargatan i Stockholm.
Flertalet banker och fondförvaltare investerar inte längre i bolaget av etiska orsaker. Första AP-fonden sålde sina aktier i bolaget 2015.
Lundin Energys börsvärde var 101 miljarder SEK vid slutet av 2020, vilket gjorde bolaget till det största oberoende prospekterings- och produktionsbolaget i Europa sett till börsvärde. Lundin Energys certifierade reserver uppgick i slutet av 2020 till 671 miljoner fat oljeekvivalenter vid slutet av 2020 och obekräftade resurser uppgick till 276 MMboe (million barrel of oil equivalent).[källa behövs]
Bolaget Lundin Energy har fått hård kritik i media och bolaget har i sin kommunikation riktat fokus på verksamhet i Norge och på vindkraft. Från och med 2022 heter bolaget Orrön Energy. Orsaken till namnbytet har sannolikt att göra med den pågående rättegången mot bolaget och att namnet Lundin kan förknippas med negativa händelser. 
Oljeföretaget har sedan 2014 anlitat PR-bolaget Kreab för kontakter med näringslivet och opinionsbildare.

## Verksamhet
Innan företaget började att fokusera på Norge fanns verksamheter i till exempel Etiopien, Iran, Libyen, Syrien och Eritrea. Företaget har återkommande fått kritik för att investera i diktaturer. Lundin Energys verksamhet är numera fokuserad på Norge där bolaget har 89 licenser, samtliga belägna offshore. Kärnområden är Utsirahöjden och Alvheim i Nordsjön och Loppahöjden i södra Barents hav. 
Lundin Energy gjorde fyndet av Johan Sverdrupfyndigheten 2010, en av de största oljefyndigheterna som någonsin gjorts på den norska kontinentalsockeln. Resurserna i fältet uppskattas till 2–3 miljarder fat oljeekvivalenter. Lundin Energy har en licensandel om cirka 20 procent i oljefältet Johan Sverdrup som håller på att byggas ut. Den första fasen av utbyggnaden blev klar i slutet av 2019 och uppnådde en produktionskapacitet om 535 000 fat olja per dag i april 2020. I och med den andra utbyggnadsfasen kommer en processanläggningsplattform att läggas till fältcentret och produktionen kommer då att kunna öka till 755 000 fat olja per dag, vilket motsvarar en fjärdedel av all oljeproduktion i Norge. Den andra fasen beräknas kunna tas i drift under 2022.
Edvard Grieg-fältet där bolaget är operatör är beläget i PL338 på Utsirahöjden i centrala Nordsjön. Fyndigheten gjordes 2007 och produktion startade i november 2015. Lundin Energys näst största produktionsområde är Alvheimområdet i den centrala delen av Nordsjön och produktion från de olika fälten inom Alvheimområdet startade 2008, 2010 och 2015.
Som operatör har Lundin Energy ett av de största arealinnehaven i Norge och har under de senaste tio åren varit det mest aktiva prospekteringsbolaget på norsk sockel. Lundin Energy meddelade i oktober 2021 att bolaget förvärvat ytterligare en 25-procentig licensandel i utbyggnadsprojektet Wisting.

## Historik
Familjen Lundin har arbetat med prospektering och produktion av olja i över trettio år. Lundin Energy har sina rötter i det tidiga 1980-talet i form av International Energy som sedan blev International Energy Corporation, följt av Lundin Oil i slutet av 1990-talet innan det blev Lundin Petroleum 2001 och Lundin Energy efter namnbytet 2020.
Historiskt har företaget fått mycket kritik. I Bengt G Nilssons film från 2001 syns Lundin Oils ordförande Ian Lundin omgiven av beväpnade barnsoldater i södra Sudan. Enligt filmaren Bengt Nilsson tillhörde soldaterna milisledaren Paulino Matips styrkor.
År 1997 ingick Lundin Energy (då Lundin Oil AB) ett avtal med Sudans regering, ledd av dåvarande president Omar al-Bashir, om att utvinna olja i dåvarande Sudan. Omar al-Bashir står åtalad för bland annat folkmord i Internationella Brottmålsdomstolen (ICC) för omfattande övergrepp i Darfur. 
Under 2002 förvärvades Coparex International, vilket utökade den befintliga portföljen med prospekterings- och produktionstillgångar i Frankrike, Nederländerna, Tunisien, Venezuela, Indonesien och Albanien. Under 2002 fanns investeringar i oljefält i Iran och Sudan. I början av 2003 kom Lundin Petroleum in på den norska kontinentalsockeln genom förvärvet av 75 procent av aktierna i det norska prospekterings- och produktionsbolaget OER oil.
Under 2004 förvärvades produktionstillgångar i Storbritannien från DNO AS, vilket dubblade Lundin Petroleums reserver till 137 miljoner fat oljeekvivalenter och ökade produktionen till 28 900 fat oljeekvivalenter per dag. Sex år senare knoppades verksamheten i Storbritannien av till det nybildade företaget EnQuest.
År 2009 sålde Lundin Petroleum sina områden i Ogaden till Lundin-kontrollerade Africa Oil, som då ägde majoriteten av landets prospekteringsrätt, men successivt har sålt av den och lämnade landet år 2017. Africa Oil ägdes år 2017 till strax under tio procent av Lundinfamiljens bolag.
I september 2010 gjorde Lundin Petroleum en betydande fyndighet på strukturen Avaldsnes i PL501 på Utsirahöjden i Nordsjön som uppskattades innehålla utvinningsbara resurser om mellan 100 och 400 miljoner fat oljeekvivalenter. Fyndigheten döptes senare om till Johan Sverdrup.
Under 2014 gjorde Lundin Petroleum en olje- och gasfyndighet på Altastrukturen i PL609 på Loppahöjden i södra Barents hav där resurserna uppskattades till mellan 125 och 400 miljoner fat oljeekvivalenter.

2015 utsågs Alex Schneiter till vd för Lundin Energy och som idag står åtalad för medhjälp till grovt folkrättsbrott i Sudan. Under 2015 slutfördes tre utbyggnadsprojekt och produktion startade på fälten Bøyla och Edvard Grieg i Norge och på Bertamfältet i Malaysia. I april 2017 meddelade Lundin Petroleum att bolagets tillgångar utanför Norge knoppas av till det nybildade bolaget International Energy Corporation (IPC). I januari 2021 blev Nick Walker koncernchef och vd.
Vid extra bolagsstämma den 16 juni 2022 beslöts att ändra bolagsnamnet till Orrön Energy AB, vilket förblev noterat på Stockholmsbörsen efter sammanslagningen av företagets prospekterings- och produktionsverksamhet med Aker BP. Företaget Orrön Energy beskrivs som ett bolag verksam inom förnybar energi. 
År 2020 gick företaget ut med nyheten att de saluför så kallad ”koldioxidneutral” olja. Oljan från Norges gigantiska oljefält Johan Sverdrup påstods av företaget att vara ”certifierat utsläppsfri”, påstod företaget.

## Ledning
Företaget bildades 2001 ur gamla Lundin Oil AB, som grundades av Adolf Lundin. Huvudägare för alla bolag i Lundinsfären är familjen Lundin. Adolfs son Ian H. Lundin är styrelseordförande och i styrelsen sitter också den andra sonen Lukas H. Lundin, som även är styrelseordförande för ett flertal av dotterbolagen.[källa behövs]
Bland tidigare styrelsemedlemmar finns utrikesminister Carl Bildt.[källa behövs]

## Åtal för folkrättsbrott
2010 inleddes en förundersökning beträffande personer inom Lundin Energy för medhjälp till brott mot humanitär rätt som ska ha skett i Sudan mellan åren 1997-2003, när företaget då bedrev oljeprospektering.
Enligt åtalet ska Sudanesiska regeringsstyrkor berett väg för oljebolaget genom att gå in i områden där oljeborrning planerades och döda och fördriva människor i mycket stor omfattning. Tusentals människor dödades i områden där bolaget var aktivt.
Den 21 november 2021 väcktes åtal för medhjälp till grovt folkrättsbrott i Sudan 1999-2003 mot Ian Lundin och Alex Schneiter. Rättegången väntades pågå i ett och halvt år. Chefsåklagare Krister Petersson i en skrivelse på Åklagarmyndigheten: "Det som gör detta till brottslig medverkan är att man ställde de här kraven trots att man förstod eller var i vart fall likgiltig inför att militären och milisen krigade på ett sätt som är förbjudet enligt krigets lagar." Åtalet mot företagets representanter är unikt, och har väckt stort intresse i Sverige och utomlands. Det är första gången som en svensk företagsledare åtalas för misstänkta krigsförbrytelser.

### Utredning och bakgrund till åtalet
I februari 1997 skrev Lundin på ett avtal med Sudans regering om leta efter och exploatera olja i Western Upper Nile, Sudan. Sudan befann sig då mitt i ett blodigt inbördeskrig. I Kanada uppstod en kritik mot de kanadensiska oljebolagen som verkade i Sudan, varav ett av dessa var Lundin, under bolagsnamnet IPC som då hade sitt huvudkontor i Vancouver. Kritiken mot bolagen byggde på att Sudan bedrev ett krig där civilbefolkningen, främst i södra delarna av landet dödades, svalt, fördrevs, och togs som slavar. Kritiken mot oljebolagen handlade också om att oljeintäkter skulle förvärra kriget och orsaka mer lidande. Koncessionsområdet Block 5A (som motsvarar Smålands area), som idag ligger i Unity State i Sydsudan, styrdes av en grupp milisledare under Riek Machar, som 1991 brutit sig ut ur motståndsrörelsen SPLA och allierat sig med Omar al Bashirs regering.[källa behövs]
I mars 2001 kom organisationen Christian Aid ut med rapporten The Scorched Earth Oil and War in Sudan. Den beskriver hur civilbefolkningen i oljeområden i södra Sudan tvingas bort för att skapa säkerhet för oljebolagen verksamma där. Rapporten orsakade diskussioner i Sverige som främst berörde det faktum att förre statsministern Carl Bildt satt i Lundins styrelse. Samma år och med stöd från organisationer i Kanada och USA lämnade Presbyterian Church in Sudan in en stämningsansökan mot Talisman Oil för att pröva om bolaget medverkat i folkrättsbrott. Stämningsansökan mot Talisman Oil lades ner 2009 med argumentet att det inte fanns tillräckligt med bevis för en stämningsansökan. Beslutet överklagades och 2010 svarade Högsta Domstolen i USA att de inte skulle ta upp frågan.[källa behövs]
Frilansjournalisten Kerstin Lundell beskrev i sin bok Affärer i blod och olja: Lundin Petroleum i Afrika att företaget varit delaktigt i åtskilliga brott mot mänskliga rättigheter såsom dödsskjutningar och brännande av byar.
Den 8 juni 2010 publicerade European Coalition on Oil in Sudan rapporten Unpaid Debt, vilken uppmanade Sverige, Österrike och Malaysia att undersöka om företagen Lundin, OMV och Petronas brutit mot internationell lag under perioden 1997–2003. Brotten inkluderar urskillningslösa och avsiktliga attacker mot civila, plundring, mord på civila, våldtäkter, bortförande av barn, tortyr och tvångsförflyttningar. Satellitbilder tagna mellan 1994 och 2003 visar en drastisk nedgång i jordbruksmark i området Lundin Energys var verksamt. Enligt ECOS uppskattning tros 12 000 dödats och 200 000 människor tvångsförflyttats. ECOS har uppskattat de ekonomiska skadorna som drabbat befolkningen i området där Lundin har varit verksamma till över $600 miljoner USD.[källa behövs]
Veckan efter det att rapporten Unpaid Debt publicerats meddelade åklagare Magnus Elving vid Internationella Åklagarkammaren i Stockholm att en förundersökning hade inletts gällande brott mot den internationella humanitära rätten i Sudan som misstänktes ha begåtts av bolag verksamma i Sverige. Den 20 oktober 2016 rapporterade Dagens Industri att vd Alex Schneiter och ordförande Ian Lundin skulle förhöras av den svenska polisen som misstänkta för delaktighet i krigsförbrytelser. Den 28 november 2016 skrev styrelseordförande Ian Lundin i ett öppet brev till Lundin Energys aktieägare att det saknas grund för alla anklagelser om felaktigt agerande av någon företrädare för Lundin samt att bolaget har publicerat en hemsida med information om den tidigare verksamheten i Sudan.
I augusti 2018 framkom det i ett reportage i Dagens Nyheter att vittnen i brottsutredningen hotats av personer kopplade till Lundin och 2019 meddelades det att en utredning om övergrepp i rättssak har inletts. I oktober 2018 gav Svenska Regeringen åtalstillstånd i ärendet mot Ian Lundin och Alexandre Schneiter. I juni 2020 meddelade åklagare Henrik Attorps att förundersökningen var färdig och att ett beslut ligger hos åklagaren.
Kritik har också riktats mot förre utrikesminister Carl Bildt, tidigare styrelseledamot för bolaget, och oppositionella röster ifrågasatte hans lämplighet under hans tid som utrikesminister.

## Klimatfrågan
Lundin Energy är en av intressenterna för oljeborrning i Barents Hav. Klimat- och miljöorganisationer har utmanat den norska staten för att stoppa oljeborrning i Arktis, målet tas upp i högsta domstolen den 4 november 2020. Vid sidan av att utvinna olja har företaget Lundin Energy kopplingar till Lundin Foundation som arbetar med att finna lösningar för lägre koldioxidutsläpp.

## Lundin Foundation
Verksamheten har kopplingar till en stiftelse som grundades 2006 som bland annat vill "skapa långsiktiga fördelar för samhällen som påverkats av resursverksamheter", men har blivit kritiserad av en företrädare för Southern Africa Resource Watch som menar att företaget "tror att socialt ansvar är ett PR-trick".
Lundin Foundation är en kanadensiskt registrerad stiftelse, grundad och finansierad av Lundin Group. Lundin Foundation stöder Lundin Energy i bolagets plan för minskade koldioxidutsläpp genom initiativ med partners och investeringar i uppstartsbolag som arbetar med att finna lösningar för lägre koldioxidutsläpp. En av dem är Ocean Harvesting Technologies (OHT), ett förkommersiellt energiföretag som på Edvard Grieg-fältet forskat på möjligheten att använda vågenergiomvandlare.
Stiftelsens styrelse består av före detta verkställande direktörer i Lundin Mining och Lundin Gold, samt tre av Lukas Lundins söner. Stiftelsen har fått kritik för att extern expertis i hållbarhetsfrågor inte rekryterats till styrelsen.